# نوریماسا کائری‌یاما
نوریماسا کائری‌یاما (انگلیسی: Norimasa Kaeriyama; ۱ مارس ۱۸۹۳ – ۶ نوامبر ۱۹۶۴) کارگردان فیلم، و فیلم‌نامه‌نویس اهل ژاپن بود.